# Isla Kisar

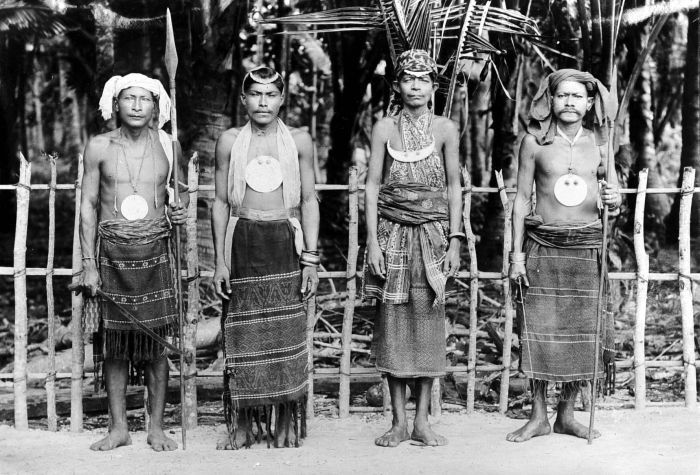
Nativos de Kisar.

La isla de Kisar es una isla del este del archipiélago de las islas menores de la Sonda en Indonesia, que se sitúa en el estrecho de Wetar, al norte de Timor Oriental, y es una de las islas exteriores de Indonesia. Es parte del área sudeste de la provincia de Molucas.
La principal lengua de la isla es el idioma oirata una lengua papú estrechamente emparentada con el idioma fataluku de Timor Oriental. Al parecer la isla fue repoblada desde el norte de Timor Oriental a principios del siglo XVIII, como acreditan las fuentes neerlandesas.